# Thomas Collins
Thomas Collins, född 1732 i Duck Creek (nuvarande Smyrna) i Delaware, död 29 mars 1789 i Duck Creek i Delaware, var en amerikansk politiker. Han var Delawares president från 1786 fram till sin död.
Collins tjänstgjorde 1764 som sheriff i Kent County. Hans syster var gift med Delawares president John Cook. År 1786 valde Delawares lagstiftande församling Collins enhälligt till president. Delaware ratificerade USA:s konstitution under Collins ämbetsperiod. Han avled i ämbetet och gravsattes på en familjekyrkogård. Gravplatsen har senare flyttats till Saint Peter's Cemetery i Smyrna.